# Clausicella townsendi
Clausicella townsendi là một loài ruồi trong họ Tachinidae.